# Upplands runinskrifter 67
Upplands runinskrifter 67 är ett vikingatida runstensfragment av sandsten i Spånga kyrka, Spånga socken och Stockholms kommun. Fragmentets storlek är 0,5 gånger 0,4 meter. Det återfanns på kyrkogården 1937 vid grävning av en grav. Fragmentet förvaras i Spånga kyrkas vapenhus. Ornamentering och runornas former kan tyda på att Öpir är stenens ristare.

## Inskriften
Translitterering av runraden:
... · sihatr : litu · r(a)... ...
Normalisering till runsvenska:
... Sighvatr letu ræ[isa] ...
Översättning till nusvenska:
... Sigvat läto resa ...